# Het Handelsblad
Het Handelsblad est un important  journal catholique anversois, publié entre 1844 et 1979. Au moment de sa disparition, il est le plus ancien journal néerlandophone existant en Belgique.

## Histoire
En 1844, Het Handelsblad der Stad en Provincie Antwerpen a été fondé par l'éditeur néerlandais basé à Anvers Jan Petrus van Dieren. Il voulait offrir un contrepoids catholique aux publications francophones et libérales en Flandre. Le journal est un soutien important du Meeting Partij, qui a dominé la politique anversoise dans les années 1860. Il est alors devenu le journal le plus en vue avec des opinions pro-flamandes.
Pendant la Première Guerre mondiale, le quotidien ne paraît pas. Après la guerre, le journal perd sa place de principale voix catholique flamingante au profit de De Standaard, qui proclame des opinions plus radicales sur la question flamande. En 1931, Bruno De Winter a commencé à travailler pour le Handelsblad, en 1936 en tant que journaliste parlementaire et à partir de 1938 en tant que rédacteur en chef. Il a signé sa chronique la plus connue avec t Pallieterke, en référence au magazine polémique Pallieter (1922-1928), qui à son tour était dérivé du roman personnage Pallieter par Félix Timmermans. Ses contributions pointues ont permis au journal d'atteindre un tirage de 100 000 exemplaires.
Pendant l'occupation de la Seconde Guerre mondiale, Het Handelsblad a été interdit et n'a été republié qu'après la libération le 7 septembre 1944. En 1945, De Winter a lancé son propre magazine hebdomadaire – 't Pallieterke – et a quitté Het Handelsblad en 1946.
Au début des années 1950, le tirage est réduit à 20 000 exemplaires. Sous la houlette de Jan Merckx, il y a eu une bouffée d'air frais avec des volets culturels (dont les premières histoires de la série BD Piet Pienter et Bert Bibber), un flamingantisme plus prononcé et des liens plus forts avec la classe moyenne.
Le 23 avril 1957, en raison de la baisse du lectorat, le journal est racheté par le Groupe Standaard. En octobre 1962 Het Handelsblad a cessé d'exister en tant que journal indépendant. Désormais, il n'est plus qu'une une de Het Nieuwsblad : le même contenu avec un titre différent, complété par des informations locales anversoises. Après la faillite du groupe Standaard en 1977, les journaux ont été rationalisés, après quoi Het Handelsblad a été complètement fermé le 15 février 1979 en raison du tirage trop faible.

## Rédacteurs en chef
| Période de temps | Rédacteur en chef               | Éditorial |
| ---------------- | ------------------------------- | --- |
| 1844-1847        | Lodewijk Vleeschouwer           | |
| 1847-1901        | Août Snieders                   | Jan J. de Laet, Domien Sleeckx, Edward Coremans, Theodoor van Ryswyck, Johan M. Dautzenberg, J.B. van Kerckhoven, Jan van Menten. |
| 1901-143         | Jan van Menten (alias Taxander) | Bruno De Winter, Jan Hendrickx |
| 1943-1952        | Jules Jacobs (alias Bart)       | Bruno De Winter, Jan Merckx |
| 1952-1962        | Jan Merckx                      | Ivo Michiels, Paul de Vree, Pom                                                                                                   |